# Пирмухамедов, Рахим
Рахим Пирмухамедов (узб. Rahim Pirmuhamedov; 1897—1972) — советский, узбекский актёр театра и кино. Народный артист СССР (1967).

## Биография
Родился 20 декабря 1896 года (1 января 1897) (по другим источникам — 1 января 1900) в Ташкенте (ныне в Узбекистане).
С 1919 года — актёр узбекской театральной труппы имени К. Маркса, затем в театрах Самарканда, Намангана. В 1923—1927 годах создал ряд театральных коллективов в Ташкенте.
В 1930 году окончил Узбекскую драматическую студию в Москве, после чего работал в Государственном узбекском театре драмы им. Хамзы в Ташкенте (с 2001 — Узбекский национальный академический драматический театр).
Один из организаторов Омского театра музыкальной комедии (ныне Омский государственный музыкальный театр), некоторое время был его художественным руководителем. Позже руководил Самаркандским и Наманганским областными музыкально-драматическими театрами.
С 1927 года деятельность актёра связана главным образом с узбекским кино, где сыграл большое количество характерных ролей на киностудии «Узбекфильм». Известен как мастер эпизодических ролей.
Член Союза кинематографистов Узбекской ССР. 
Член КПСС с 1945 года.
Рахим Пирмухамедов умер 15 февраля 1972 года в Ташкенте. Похоронен на Чигатайском кладбище

## Награды и звания
- Заслуженный артист Узбекской ССР (1939)
- Народный артист Узбекской ССР (1948)
- Народный артист СССР (1967)
- Два ордена «Знак Почёта» (в т.ч. 18.03.1959)[5]
- Орден «За выдающиеся заслуги» (Узбекистан) (2003 — посмертно)[6]
- Медали.

## Роли в кино
- 1927 — И
-под сводов мечети — батрак
- 1927 — Чадра — старик
- 1927 — Шакалы Равата — курбаши Акрам-хан
- 1928 — Крытый фургон — Джурабай
- 1928 — Мятеж — Коканбай
- 1928 — Прокажённая (короткометражный) — бай Саид-Мурад
- 1930 — Последний бек — басмач
- 1932 — Макирли Чангаль — подкулачник
- 1937 — Клятва — милиционер Рахим
- 1939 — Друзья встречаются вновь — проводник
- 1939 — Сад — духанщик
- 1940 — Асаль — садовник Хасан
- 1940 — Обыкновенное дело (короткометражный) — колхозник, герой труда
- 1941 — На зов вождя (короткометражный) — Кадыр-Ота
- 1943 — Насреддин в Бухаре — стражник эмира
- 1945 — Тахир и Зухра — сторож караван-сарая
- 1946 — Похождения Насреддина — Безбородый
- 1947 — Алишер Навои — повар Абуль-Малик
- 1947 — Дорога без сна — Табиб
- 1948 — Дочь Ферганы — Палван
- 1955 — Крушение эмирата — чайханщик
- 1956 — Авиценна — Абулхаир
- 1958 — Пламенные годы
- 1958 — По путёвке Ленина — курбаши
- 1958 — Сыновья идут дальше — Икрам
- 1959 — Когда цветут розы — повар Ибрагим - "Мамаша"
- 1959 — Фуркат — убийца Ализамон
- 1960 — Об этом говорит вся махалля — Арслан
- 1960 — Хамза — Гияс-Ходжа
- 1962 — Ты не сирота — билетёр-взяточник
- 1963 — Пятеро из Ферганы — Алимджан
- 1964 — Буря над Азией — байский прихвостень
- 1964 — Где ты, моя Зульфия? — вахтёр
- 1964 — Звезда Улугбека — повар
- 1964 — Любит - не любит? — дядя Гафар
- 1965 — Листок из блокнота — эпизод
- 1965 — Родившийся в грозу — Акмаль Кизикчи
- 1966 — 12 могил Ходжи Насреддина — сторож
- 1966 — Белые, белые аисты — завсегдатай чайханы
- 1966 — Поэма двух сердец — кривой эмир
- 1969 — Её имя — Весна — строитель
- 1969 — Минувшие дни — курбаши
- 1970 — Чрезвычайный комиссар — эпизод
- 1971 — Порыв — Бурибай
- 1971 — Схватка

## Память
- В 1969 году на «Узбекфильме» был снят документальный фильм «Актёр», посвящённый Р. Пирмухамедову.